# اتفاقية سان كلو
اتفاقية سان كلو كانت اتفاقية عسكرية وُقّعت في 3 يوليو 1815، تنازلت بموجبها القوات الفرنسية بقيادة المارشال دافو عن باريس لجيوش الأمير بلوخر ودوق ويلينغتون، منهيةً بذلك الأعمال العدائية لفترة المائة يوم. وقد تم توقيع الاتفاقية في سان كلو، إحدى ضواحي باريس.
بموجب بنود الاتفاقية، سلّم قائد الجيش الفرنسي، "المارشال أمير إكمول" (المعروف أكثر باسم المارشال دافو)، باريس إلى الجيشين الحليفين التابعين للتحالف السابع، ووافق على سحب الجيش الفرنسي بعيدًا عن باريس، إلى جنوب نهر اللوار.   وفي المقابل، تعهّد الحلفاء باحترام حقوق وممتلكات الحكومة المحلية، والمدنيين الفرنسيين، وأفراد القوات المسلحة الفرنسية.  
وكان المندوبون الفرنسيون الذين وقعوا على المعاهدة هم:  
- لويس بينيون، الذي تولى حقيبة الشؤون الخارجية،
- الجنرال غيلموت، رئيس هيئة الأركان العامة للجيش،
- الكونت دي بوندي، محافظ مقاطعة السين

- كارل موفلينج، المفوض البروسي في جيش ويلينغتون
- العقيد هيرفي باثورست

تمت الموافقة على الاتفاقية من قبل دافو بالنسبة للفرنسيين، ومن قبل بلوخر وويلينجتون بالنسبة للتحالف السابع.  

## ملحوظات
1. 1 2 3 4  Siborne 1895، صفحات 753–756.
2. 1 2 3 4  Gifford 1817، صفحة 1506.